# Sterduin
Een sterduin is een type duin dat voorkomt in woestijnen in namibië, Algerije, China, Saudi-Arabië en Noord-Amerika. Ook op Mars en Titan bevinden zich sterduinen.
In 2023 is voor het eerst een sterduin grondig onderzocht door de University of London, die de resultaten publiceerde op 4 maart 2024. Het betrof Lala Lallia, een 13.000 jaar oud sterduin in Marokko. Dit duin is honderd meter hoog en meer dan 700 meter breed. De voorlopige conclusie luidt, dat de bovenkant van het duin met 1000 jaar aanzienlijk jonger is dan de basis. Bovendien blijkt het geheel zich met een halve meter per jaar langzaam te verplaatsen door de woestijn. De piramidale vorm ontstaat doordat windvlagen tegen elkaar in waaien.

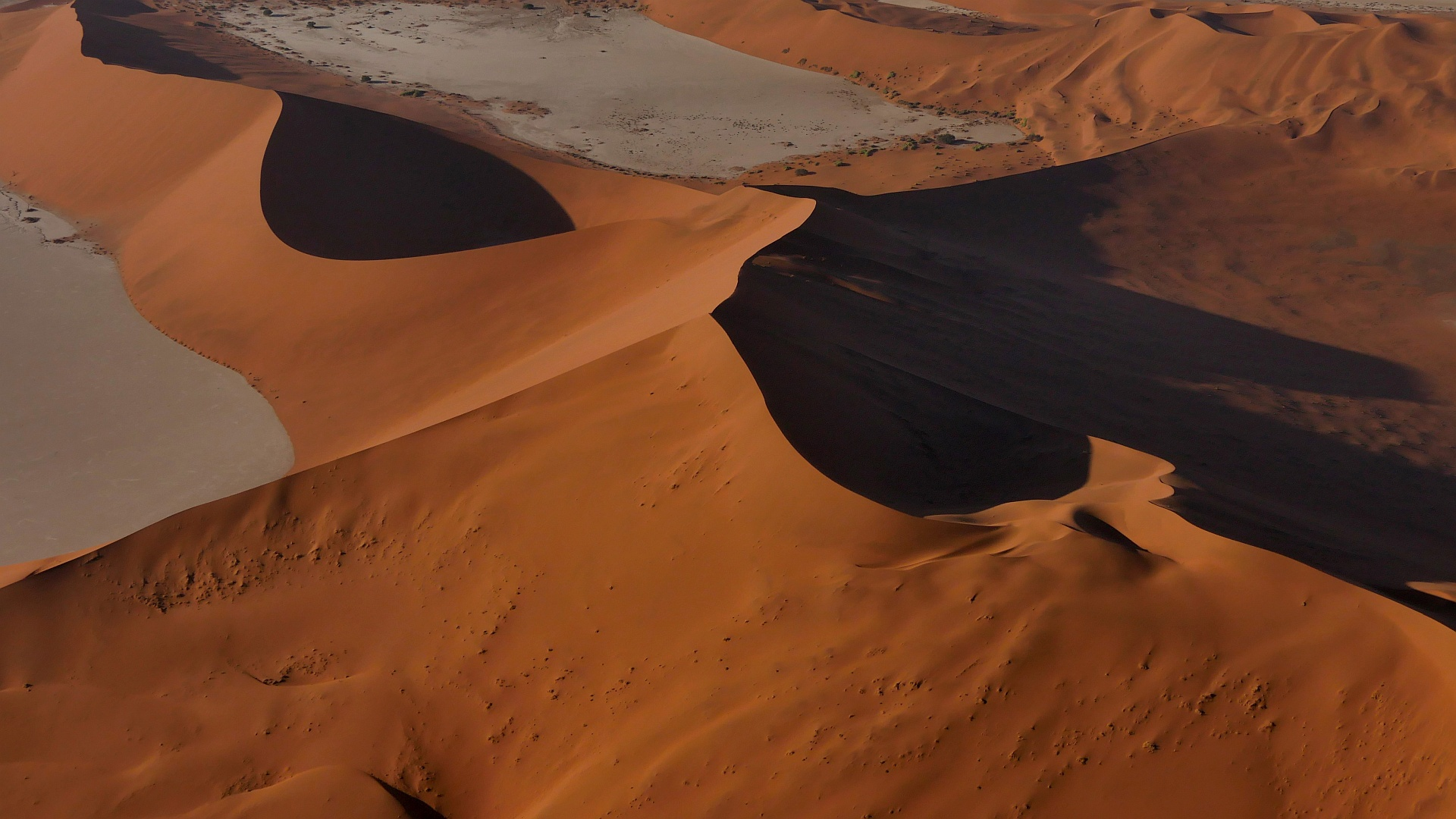
Big Daddy (Namibwoestijn, Namibië)
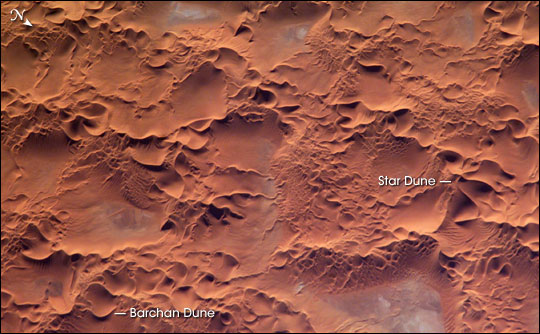
Erg Issaouane, Algerije: Sterduin rechts gemarkeerd
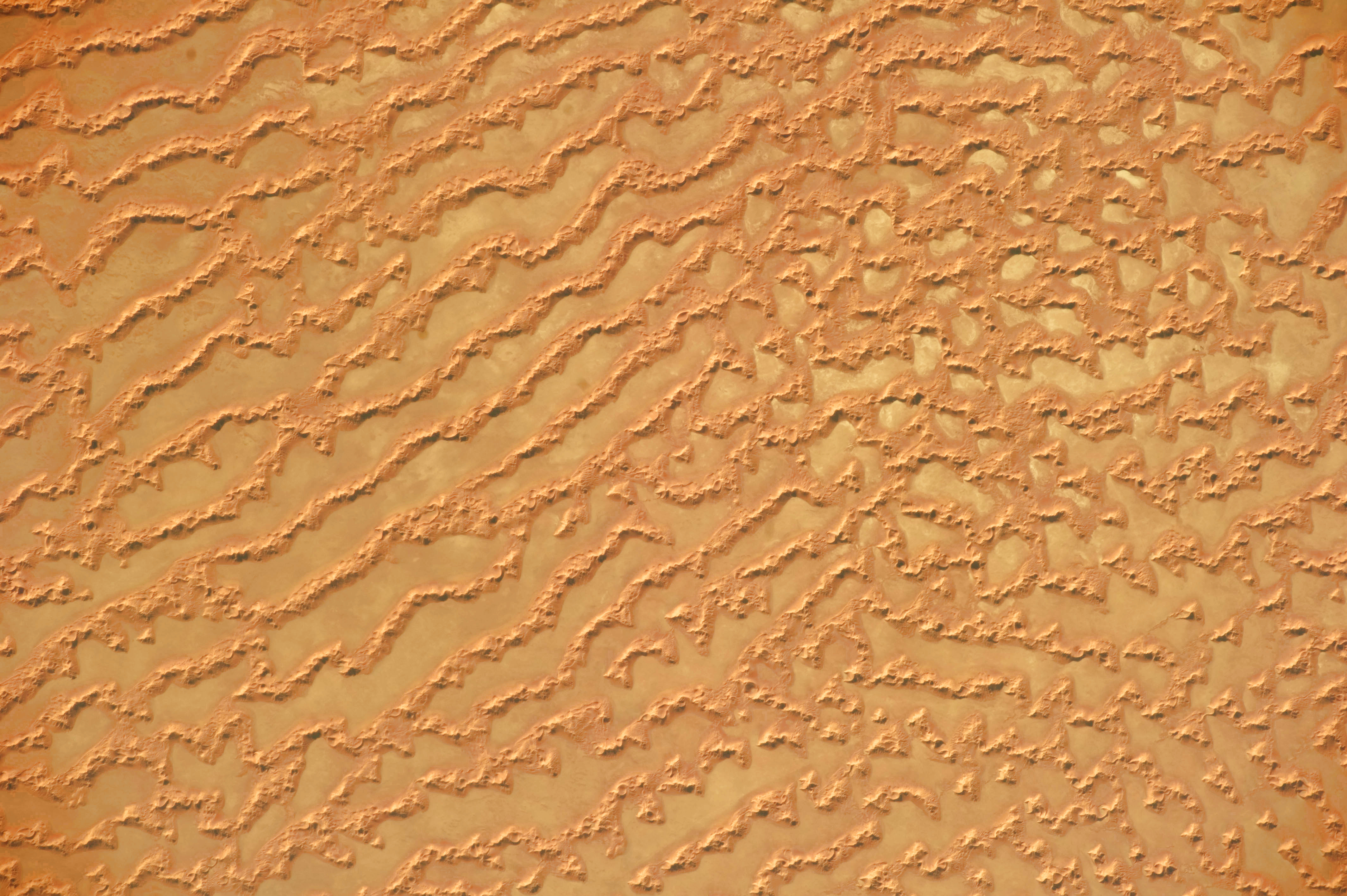
Rub al-Khali, Saudi-Arabië: Sterduinen in de rechterhelft van de afbeelding
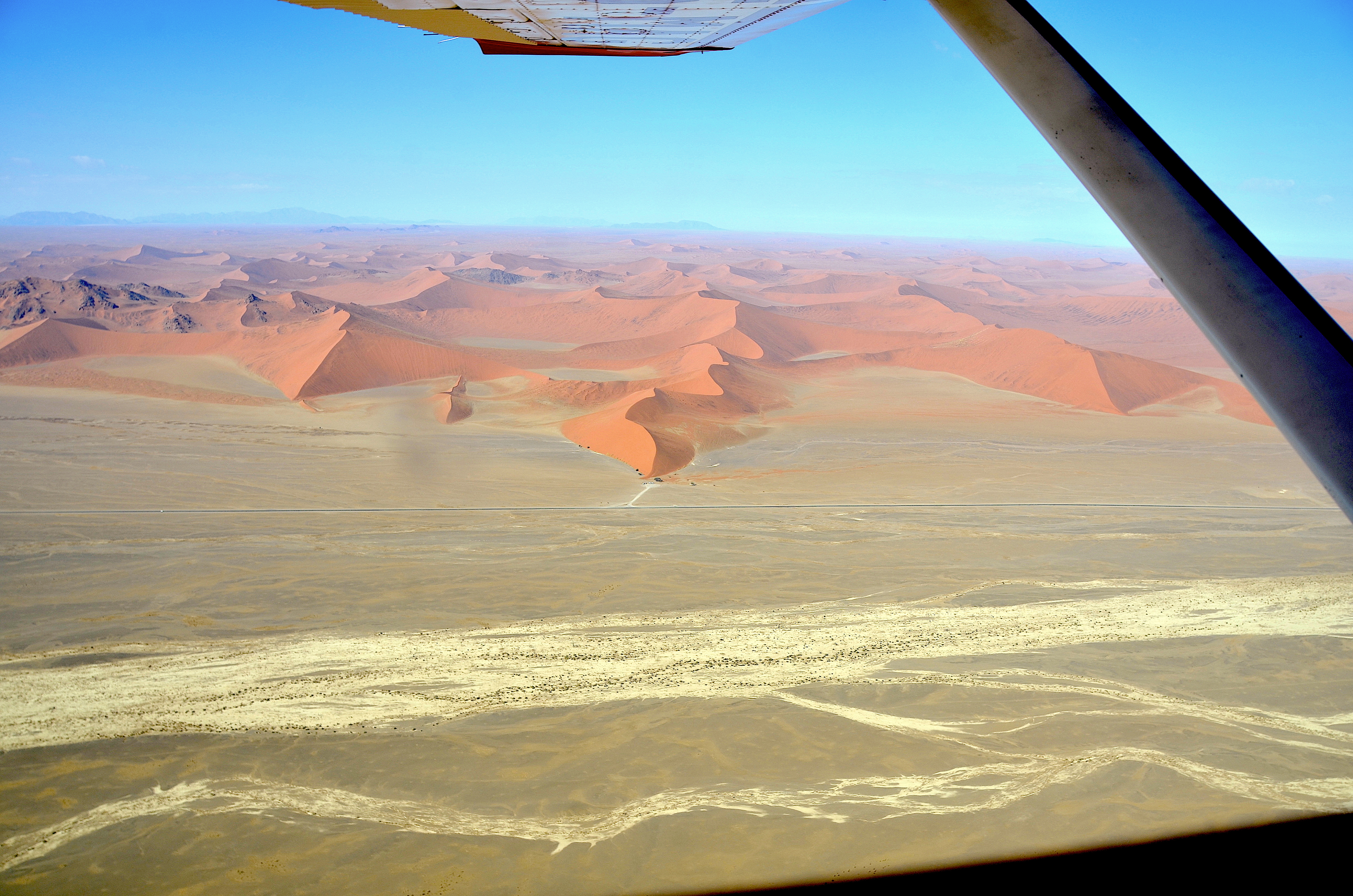
Tsauchab en Dune 45 (Sossusvlei, 2017)